# Poliske, Berezne
Poliske (în ucraineană Поліське) este localitatea de reședință a comunei Poliske din raionul Berezne, regiunea Rivne, Ucraina.

## Demografie
Componența lingvistică a localității Poliske
     Ucraineană (99,94%)
     Alte limbi (0,06%)
Conform recensământului din 2001, majoritatea populației localității Poliske era vorbitoare de ucraineană (99,94%), existând în minoritate și vorbitori de alte limbi.